# ホーカー 800

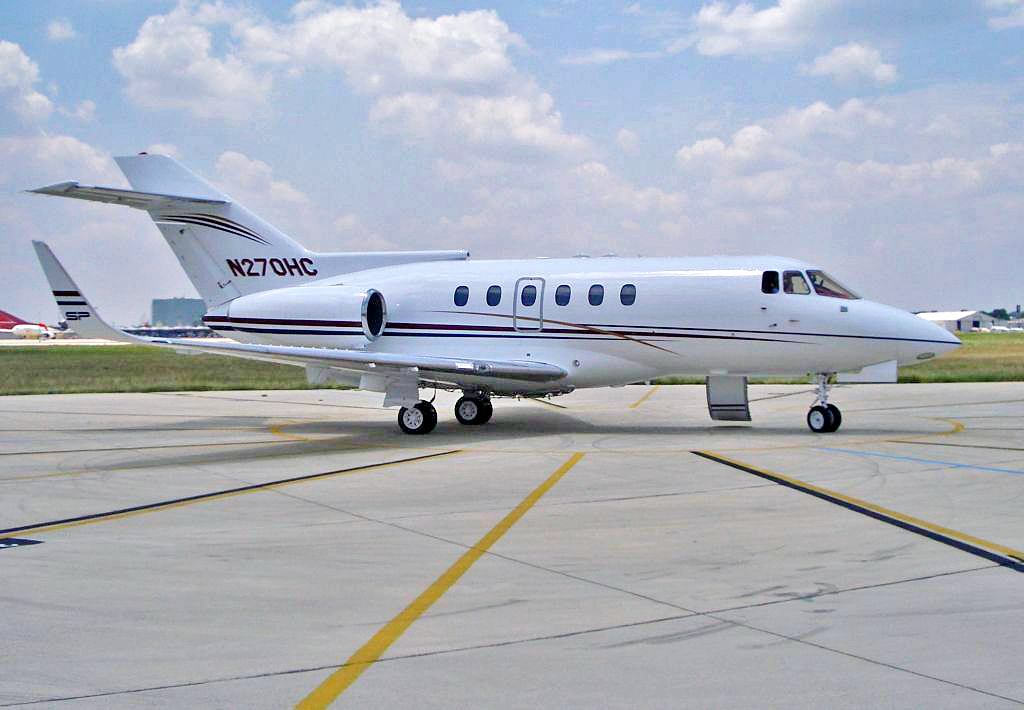
ホーカー 800SP

ホーカー 800（Hawker 800）とは、イギリスのホーカー・シドレー HS.125を近代化したビジネスジェット機である。

## 概要
HS.125は1962年に初飛行した優秀なビジネスジェットであり、各所で採用されてきた。発展型として、ブリティッシュ・エアロスペースが「シリーズ 800」(BAE125-800)を開発し、1993年5月28日に初飛行した。
その後の航空業界再編によって、2009年現在はホーカー・ビーチクラフトで生産され、「ホーカー シリーズ 800」の名称となったものである。「800XP」や「850XP」など様々な派生型が生産されているほか、民間だけでなく軍事用に販売された機体もあり、日本の航空自衛隊も飛行点検機および救難捜索機として同機を採用しているほか、大韓民国空軍、ブラジル空軍でも採用されている。日本をはじめ各国の空軍組織にて、近距離専用の要人輸送用専用機や遭難救助機として使用される。

## 機体性能
- 運航乗員： 2
- 乗客： 8～12名
- 全長： 15.60 m
- 全幅： 16.50 m
- 全高： 5.50 m
- 空虚重量： 2,170 kg
- 全備重量： 7,108 kg

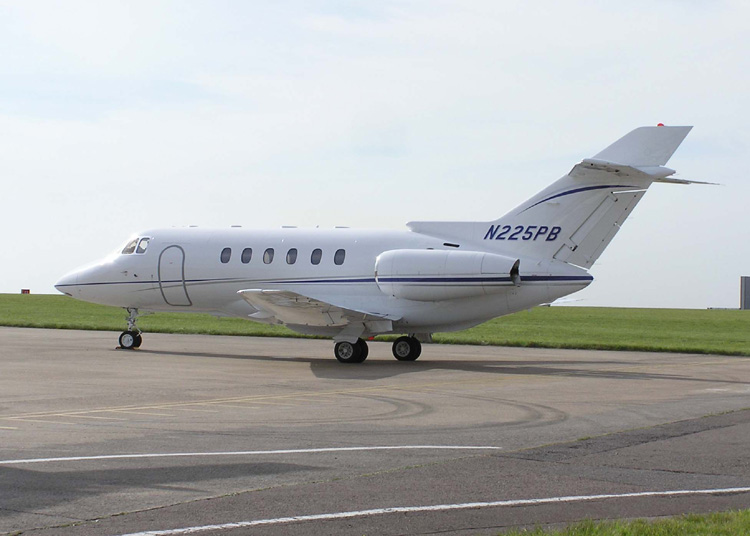
ホーカー 800

- エンジン： ハネウェル TFE731-5BR ターボファン × 2
- 出力 : 2,110kg×2
- 最大速度： 830 km/h=M0.68
- 巡航速度： 745 km/h=M0.61
- 航続距離： 4,890 km
- 最高到達高度 : 12,500 m